# Massaker von Srebrenica

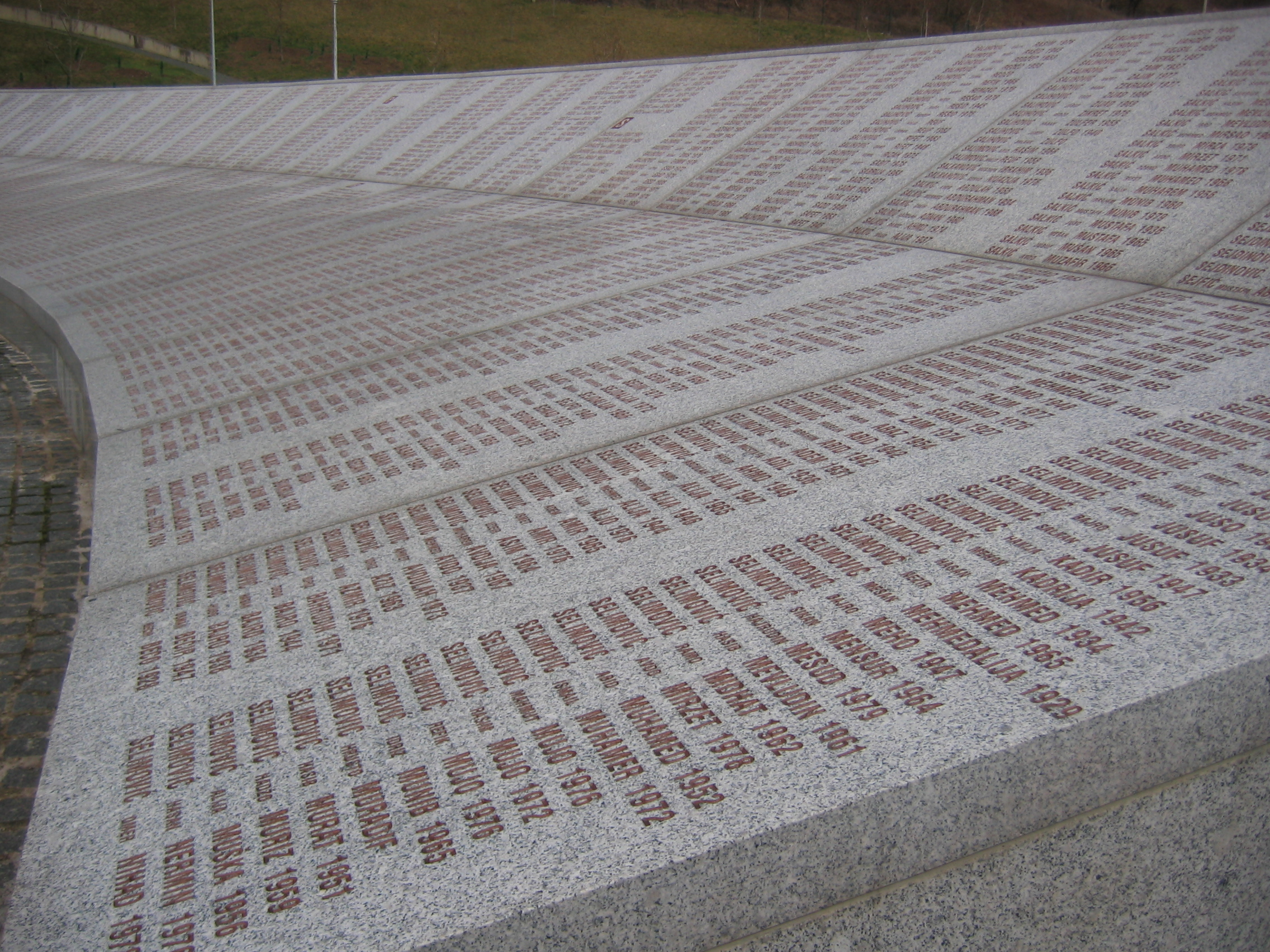
Auflistung der Namen von Opfern in der Gedenkstätte Potočari

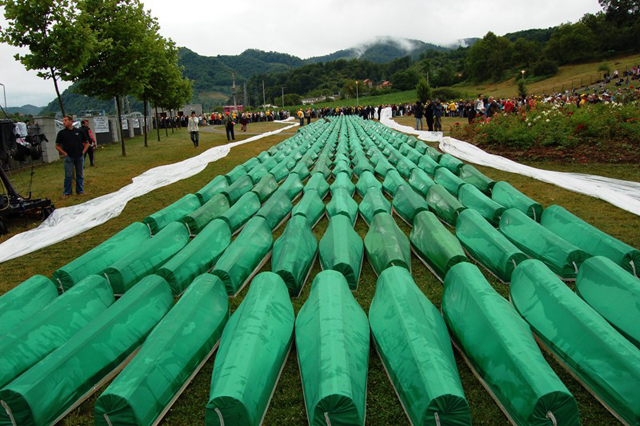
Begräbnis von 465 identifizierten Massakeropfern (2007)

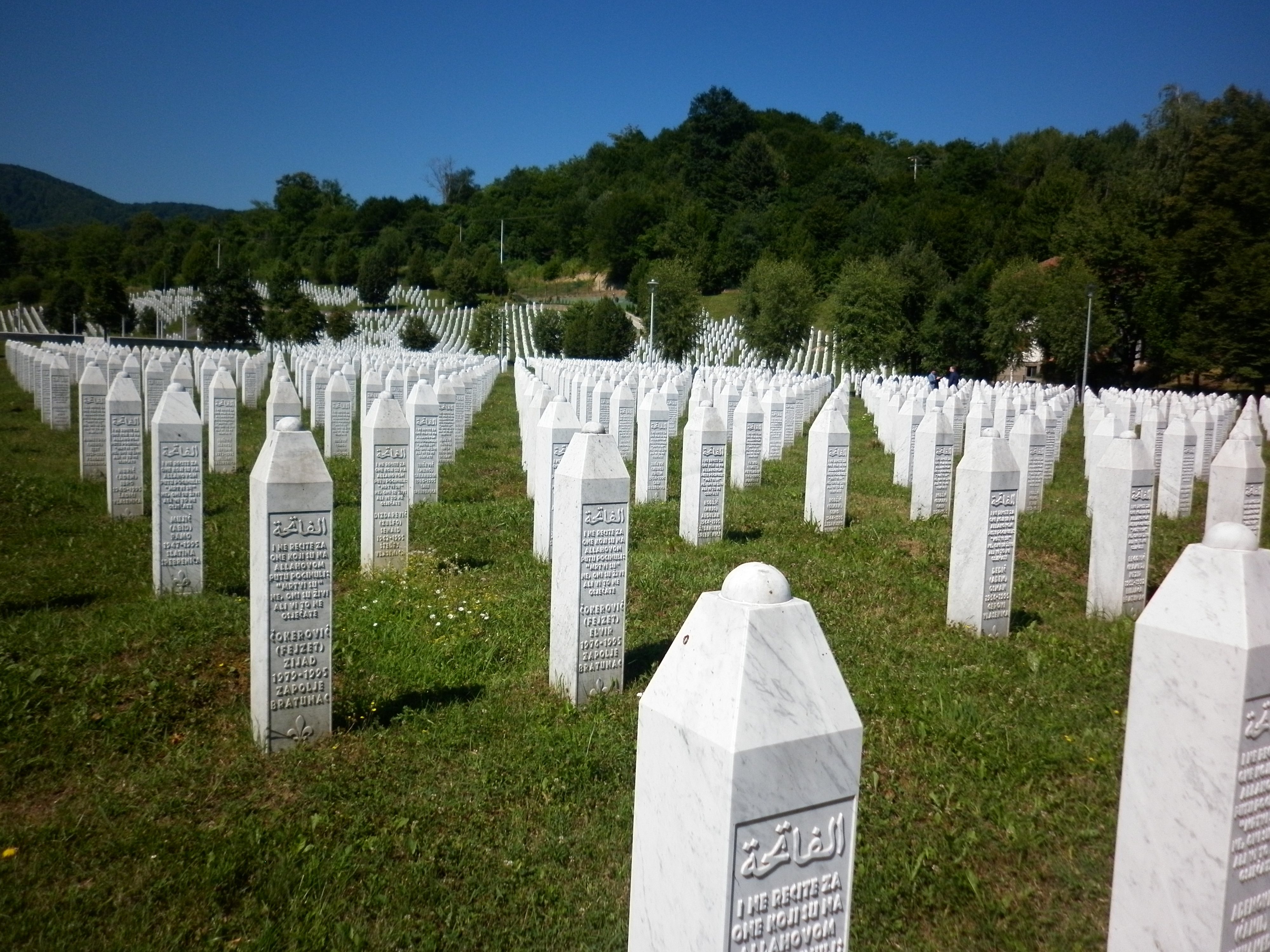
Gedenkstelen der Völkermord-Gedenkstätte Potočari nahe Srebrenica

Das Massaker von Srebrenica, auch bezeichnet als Völkermord von Srebrenica (bosnisch Genocid u Srebrenici), war ein Kriegsverbrechen während des Bosnienkriegs. Über mehrere Tage – im Kern vom 11. bis zum 19. Juli 1995 – verübten Soldaten der Armee der Republika Srpska (Vojska Republike Srpske, VRS), der Polizei und des serbischen Paramilitärs unter der Führung von Ratko Mladić, verteilt auf eine Vielzahl von Tatorten in der Nähe von Srebrenica, den Mord an mehr als 8000 (zum größten Teil männlichen) Bosniaken. In Srebrenica befanden sich 400 bis 450 leicht bewaffnete niederländische Blauhelm-Soldaten. Sie waren den Angreifern militärisch weit unterlegen und hatten keine Erlaubnis für den Einsatz von Waffengewalt zur Durchsetzung ihres Auftrags.
Das Massaker gilt als das schwerste Kriegsverbrechen in Europa seit dem Ende des Zweiten Weltkriegs. Prozesse vor internationalen Gerichten belegten, dass die Verbrechen nicht spontan erfolgten, sondern systematisch geplant und durchgeführt wurden und als Völkermord einzuordnen sind.
Vom 30. August 1995 bis zum 20. September 1995 fand mit Billigung der UN die Operation Deliberate Force statt. Kampfflugzeuge von acht NATO-Staaten flogen 3.515 Einsätze und bekämpften 386 feindliche Ziele mit 1026 Bomben, darunter zahlreichen Präzisionsbomben. Die Operation endete, nachdem die Serben ihre schweren Waffen abgezogen und eine Garantie für die verbliebenen Schutzzonen abgegeben hatten.
Das Abkommen von Dayton (auch Dayton-Vertrag genannt) beendete Ende 1995 nach dreieinhalb Jahren den Bosnienkrieg.
Im Jahr 2022, 27 Jahre nach dem Massaker, bat die niederländische Regierung um Entschuldigung bei den Angehörigen der Ermordeten und bei den damals eingesetzten niederländischen Soldaten.

## Vorgeschichte

### Militärische Auseinandersetzungen bis April 1993
Im Bosnienkrieg fanden in der Region Ostbosnien, zu der auch die Stadt Srebrenica gehört, militärische Auseinandersetzungen zwischen den bewaffneten Einheiten der bosnischen Serben und der Bosniaken statt. Zusammen mit Paramilitärs gelang es dem bosnisch-serbischen Militär im Frühjahr 1992 erstmals, die Gemeinde Srebrenica zu besetzen, deren Bevölkerung 1991 zu fast drei Vierteln aus Bosniaken bestand. In Srebrenica waren fast zwei Drittel der Einwohner Bosniaken. Die Herrschaft der bosnischen Serben dauerte nur einige Wochen. Bosniakische Militäreinheiten unter der Führung von Naser Orić eroberten die Stadt Anfang Mai 1992 zurück. Die umliegenden Regionen blieben in der Hand der bosnischen Serben, die Srebrenica erneut belagerten. Die bosniakischen Einheiten starteten aus der Stadt heraus Gegenoffensiven und Überfälle auf umliegende serbische Dörfer, die zum Teil auch als Stützpunkte der Belagerer dienten. Es gelang den Bosniaken hierbei bis Januar 1993, das bosniakisch kontrollierte Gebiet um Srebrenica herum auf ein Maximum von ca. 900 Quadratkilometern auszudehnen. Die Belagerung konnten sie dadurch jedoch nicht durchbrechen. Insbesondere Truppen unter Naser Orić werden mit Bezug auf die Überfälle und Gegenoffensiven für Kriegsgräuel gegen bosnische Serben verantwortlich gemacht. Die Angaben über die Opferzahlen von 1992 bis 1995 schwanken dabei. In den serbischen Medien wurden 1000 bis 3000 Opfer behauptet. Die Dokumentation des Niederländischen Instituts für Kriegsdokumentation (NIOD) gibt eine Zahl von mindestens 1000 serbischen Zivilisten aus einer serbischen Quelle wieder. Das Research and Documentation Center in Sarajevo nennt eine Zahl von 424 bzw. 446 serbischen Soldaten und 119 serbischen Zivilisten. Matthias Fink geht in seiner Publikation Srebrenica. Chronologie eines Völkermords von etwa 1.300 Opfern aus.

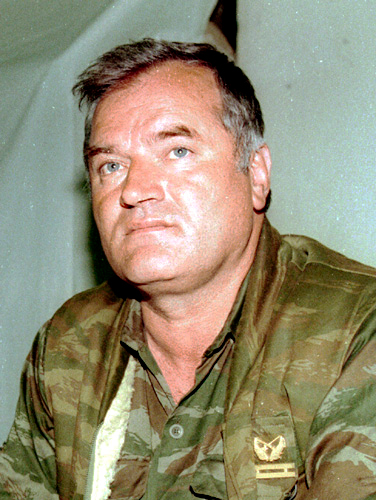
Ratko Mladić (1993)

Im Frühjahr 1993 reorganisierte sich das bosnisch-serbische Militär unter Ratko Mladić. Seine erfolgreichen Offensiven reduzierten den Einflussbereich der Bosniaken bis März 1993 wieder auf ca. 150 Quadratkilometer. Bosniaken aus der Region um Srebrenica flüchteten im Zuge dieser Kampfhandlungen in die Stadt, deren Einwohnerzahl dadurch auf 50.000 bis 60.000 anstieg – 1991 hatte diese Zahl bei zirka 6000 gelegen. General Philippe Morillon, Kommandant der UNPROFOR in Bosnien, besuchte die von Flüchtlingen überfüllte Stadt im März 1993. Die Lebensbedingungen in Srebrenica waren damals kritisch: Die Versorgung mit Trinkwasser und Strom war weitgehend zusammengebrochen, Vorräte an Nahrung und Medikamenten waren sehr knapp, genauso wie Wohnraum. Am 12. März 1993 versprach Morillon den Einwohnern öffentlich, Srebrenica werde unter den Schutz der Vereinten Nationen gestellt; die UNO werde Srebrenica und seine Einwohner nicht im Stich lassen. Im März und April 1993 wurden unter der Aufsicht des UNHCR tausende Bosniaken aus Srebrenica evakuiert. Die bosnische Regierung in Sarajevo protestierte gegen diese Maßnahmen, die aus ihrer Sicht die Politik der ethnischen Säuberungen in Ostbosnien begünstigten. Am 13. April 1993 teilten die bosnisch-serbischen Militärs Vertretern des UNHCR mit, sie würden Srebrenica angreifen, falls sich die Bosniaken nicht innerhalb von zwei Tagen ergeben würden.

### Einrichtung der Schutzzone

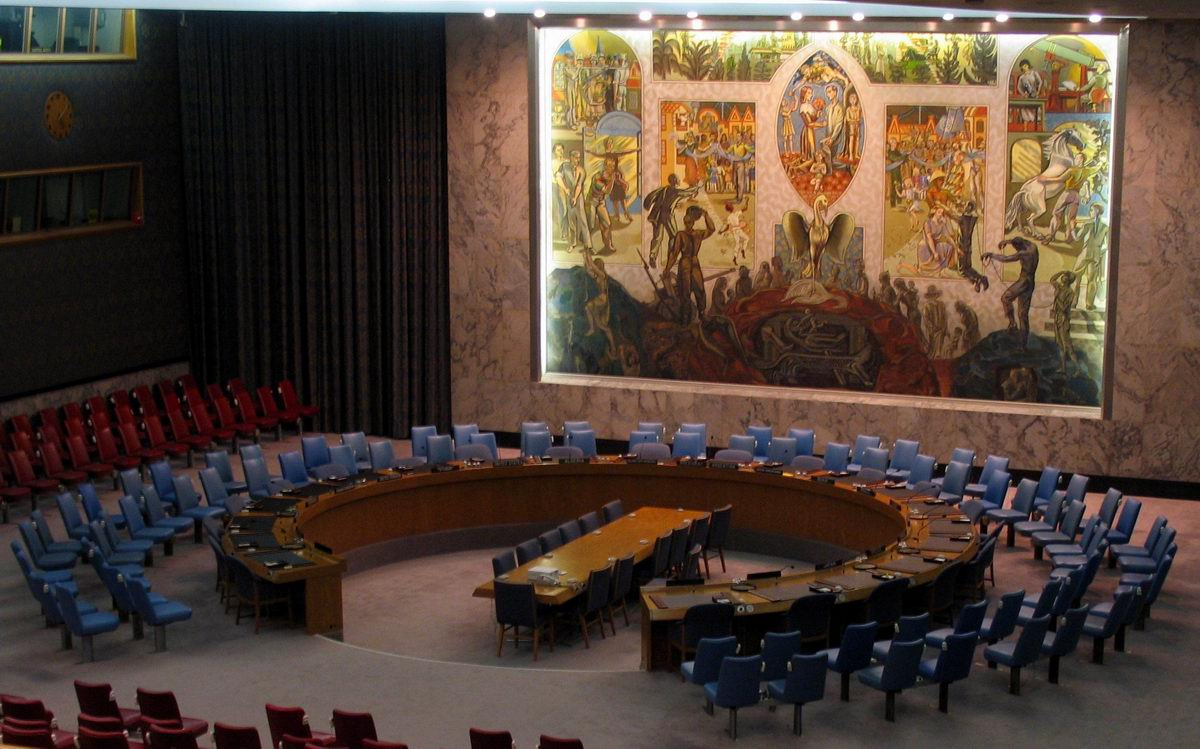
UN-Sicherheitsrat

Als Reaktion auf diese Bedrohungslage verabschiedete der Sicherheitsrat der Vereinten Nationen am 16. April 1993 die Resolution 819. Sie forderte von allen Parteien, Srebrenica und die umliegende Region als Schutzzone (safe area) zu betrachten. Jeder Angriff auf Srebrenica und jeder andere „unfreundliche Akt“ gegenüber dieser Schutzzone müsse unterbleiben. Am 18. April rückten die ersten 170 UNPROFOR-Soldaten, hauptsächlich Kanadier, in Srebrenica ein. Der Sicherheitsrat unterstrich den Status Srebrenicas als Sicherheitszone am 6. Mai 1993 durch Resolution 824 und am 4. Juni 1993 durch Resolution 836. Letztere gestattete UNPROFOR-Soldaten die Anwendung von Waffengewalt zur Selbstverteidigung. Das erste niederländische Bataillon, Dutchbat I, erreichte die Schutzzone Srebrenica im März 1994. Im Juli desselben Jahres wurde es von Dutchbat II abgelöst, dem im Januar 1995 Dutchbat III folgte.
Das Mandat und damit auch die Bewaffnung der Blauhelme blieben grundsätzlich umstritten. Staaten, die UNO-Truppen für Bosnien und für die Schutzzonen stellten, lehnten die Anwendung von militärischer Gewalt gegen die bosnischen Serben ab. Sie fürchteten um die Sicherheit ihrer Soldaten. Staaten, die keine Truppen vor Ort hatten, favorisierten zunehmend eine Erweiterung des Mandats; auch die Anwendung von militärischer Gewalt gegen die VRS sollte aus ihrer Sicht erwogen werden. Das Mandat und die nur leichte Bewaffnung der UNPROFOR-Soldaten orientierten sich schließlich an klassischen friedenserhaltenden Missionen, nicht an Einsätzen, die den Frieden auch gegen eine Partei erzwingen.
Auf die Einrichtung der Schutzzone Srebrenica folgte eine Phase der relativen Stabilität. Anzahl und Schwere der Gefechte gingen zurück. Dennoch wurden die Befriedung der Schutzzone und ein Schutz ihrer Bewohner nicht vollständig erreicht. Nach Blauhelm-Angaben gelang die geforderte Demilitarisierung der bosniakischen Einheiten innerhalb der Enklave weitgehend. Die Bosniaken widersetzten sich aber einer vollständigen Entwaffnung. Während schweres Militärgerät bis auf einige Hubschrauber und wenige Minenwerfer abgeliefert wurde, weigerten sich viele Bosniaken, leichte Waffen herauszugeben. Die bosnisch-serbischen Einheiten verblieben ihrerseits in ihren Stellungen, von denen sie die Schutzzone fortgesetzt mit schweren Waffen bedrohten; sie verweigerten die Demilitarisierungsbestimmungen vollständig. Immer wieder beschwerten sich Bosniaken über Angriffe der bosnischen Serben. Die bosnisch-serbische Armee erschwerte und blockierte außerdem Hilfskonvois, die nach Srebrenica fahren wollten. Die Lage der Bevölkerung in der Schutzzone blieb trotz der relativen Stabilität kritisch.
Am 14. Juni 1993 forderte UNO-Generalsekretär Boutros Boutros-Ghali 34.000 UNO-Soldaten für die robuste Sicherung der Schutzzonen. Der Sicherheitsrat bewilligte vier Tage später allerdings nur eine light version, eine Erweiterung der Truppen auf 7600 Mann. Diese Aufstockung der Truppen war erst im Sommer 1994 abgeschlossen. Widerstand gegen die Bereitstellung weiterer Truppenkontingente resultierte aus spezifischen Sorgen um die Sicherheit der UNO-Blauhelme und aus allgemeinen Überlegungen zur Eindämmung von Kosten für solche Friedensmissionen.
Im Frühjahr 1995 verschlechterte sich die prekäre Lage für die Flüchtlinge und die Blauhelmsoldaten erneut deutlich. Immer mehr Hilfskonvois für Srebrenica wurden durch bosnisch-serbische Verbände blockiert. Davon waren sowohl die eingeschlossenen Flüchtlinge als auch die UN-Soldaten betroffen, deren Vorräte sich ebenfalls stark reduzierten. Wenn Angehörige der UNPROFOR die Schutzzone Srebrenica verließen, um Material- und Lebensmittelnachschub für ihre Truppe zu organisieren, verweigerten bosnisch-serbische Einheiten ihnen anschließend systematisch die Rückkehr in die Schutzzone. Auf diese Weise sank die Zahl der niederländischen Blauhelme in der Schutzzone von anfänglich 600 auf noch gut 400 Soldaten.
Die Bereitschaft der Entsendestaaten, weitere Truppen für den Einsatz in Bosnien und den Schutzzonen zu stellen, war in Anbetracht dieser Situation gering. Auch Luftangriffe auf Stellungen der VRS erschienen der UNO und den Truppen stellenden Staaten nicht opportun. Die UNO-Führung nahm an, dass die bosnisch-serbischen Einheiten NATO-Luftangriffe als Kriegshandlung der UNO gegen die VRS deuten würden. Man fürchtete eine Eskalation, aus der es für die UNO keinen einfachen Ausweg gäbe. Für jede Friedensmission sei solch eine Situation fatal. Auch humanitäre Hilfslieferungen für die Zivilbevölkerung seien dann kaum mehr durchführbar. Die UNO-Spitze befürchtete überdies weitere Angriffe auf die UNPROFOR-Einheiten, deren Sicherheit für die UNO und die Truppen stellenden Staaten von entscheidender Bedeutung war.

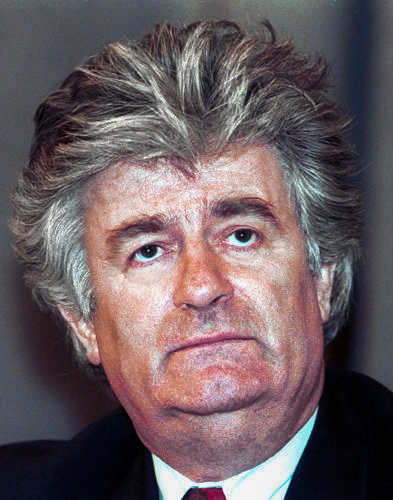
Radovan Karadžić am 3. März 1994

Radovan Karadžić erließ Anfang März 1995 an die bosnisch-serbische Armee die „Direktive 7“. In ihr forderte der Präsident der Republika Srpska, durch gut geplante und durchdachte Militäroperationen eine unerträgliche Lage völliger Unsicherheit in der Schutzzone Srebrenica herbeizuführen. Den Eingeschlossenen sollte keine Hoffnung auf Überleben oder Leben in der Schutzzone gelassen werden. Mehrere drängende Appelle der Eingeschlossenen, einen Korridor für Hilfslieferungen zu öffnen, blieben erfolglos. Anfang Juli starben Einwohner Srebrenicas an Hunger und Entkräftung. Bereits seit März 1995 registrierten Blauhelme Vorbereitungen der bosnisch-serbischen Armee für Angriffe auf UN-Beobachtungsposten am Rand der Schutzzone.

### Einmarsch der serbischen Einheiten in die Schutzzone
Die bosnisch-serbische Armee und die Paramilitärs marschierten nach einem Vorspiel am 3. Juli 1995 – sie eroberten widerstandslos einen Beobachtungsposten der Blauhelme an der Südgrenze der Schutzzone – vom 6. bis 11. Juli 1995 in die Schutzzone ein, in der zu diesem Zeitpunkt noch rund 36.000 Menschen lebten. Am 9. Juli waren sie nur noch einen Kilometer von der Stadtgrenze entfernt. Widerstand von bosniakischen Truppen oder UNPROFOR-Einheiten blieb fast völlig aus. Das ermunterte Karadžić, den bosnisch-serbischen Verbänden die Einnahme der Stadt zu erlauben. Der Deckname des militärischen Vormarschs vom 6. bis zum 11. Juli war Krivaja 95. In Anbetracht dieser Eskalation forderte der Kommandant der Blauhelme, Thom Karremans, mehrfach NATO-Luftunterstützung an. Umfassende Luftunterstützung blieb jedoch aus. Zwei niederländische Flugzeuge der NATO zielten auf einen Panzer der bosnischen Serben, bombardierten diesen, erreichten aber keine nachhaltige Wirkung. Daraufhin drohten die bosnischen Serben, bei Fortsetzung von NATO-Luftangriffen würden sie die UNPROFOR-Soldaten, die sie bereits als Geiseln interniert hatten, ermorden. Ferner würden sie die zusammengedrängten Flüchtlingsmassen gezielt unter Beschuss nehmen. Daraufhin wurden alle Bemühungen eingestellt, die eindringenden bosnisch-serbischen Truppen durch Luftangriffe zu stoppen.

## Massaker

### Flucht der Bosniaken nach Potočari

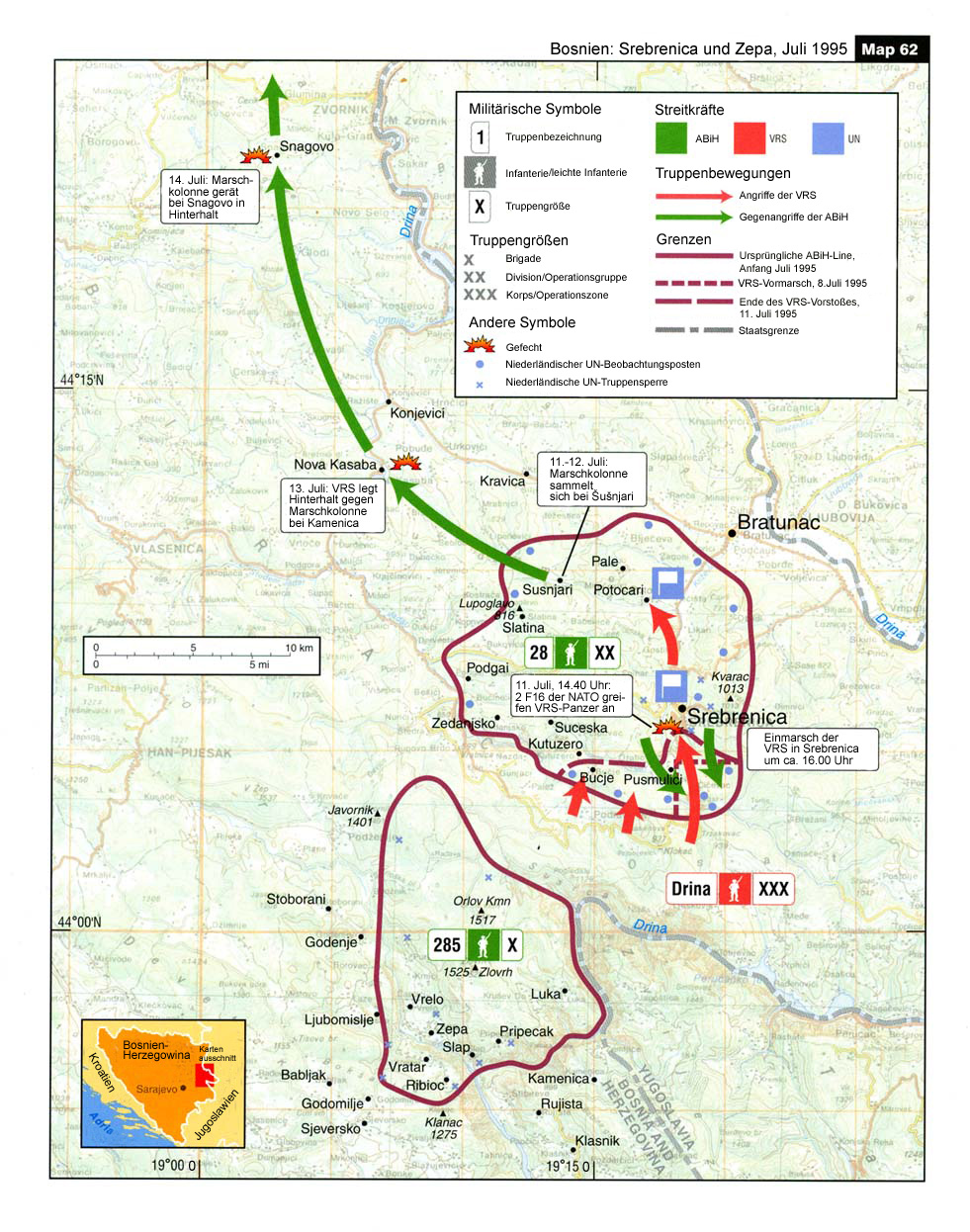
Karte der militärischen Aktivitäten während des Massakers von Srebrenica

Nachdem die bosnisch-serbischen Einheiten die Kontrolle in Srebrenica übernommen hatten, flohen Tausende der bosniakischen Einwohner nach Potočari, einen nördlichen Nachbarort noch innerhalb der Schutzzone, um dort auf dem Gelände der Blauhelme, die sich in einer früheren Batteriefabrik eingerichtet hatten, Schutz zu suchen. Am Abend des 11. Juli 1995 befanden sich in Potočari ca. 25.000 bosniakische Flüchtlinge. Mehrere Tausend drängten sich auf dem Blauhelm-Gelände, während der Rest sich auf benachbarte Fabriken und umliegende Felder verteilte. Obwohl die überwältigende Mehrheit Frauen, Kinder, Behinderte oder ältere Personen waren, schätzten Augenzeugen im Prozess gegen den ehemaligen serbischen General Radislav Krstić, dass auch ca. 300 Männer auf dem UN-Gelände und ca. 600 bis 900 weitere Männer in seiner unmittelbaren Nachbarschaft Schutz gesucht hatten.

### Humanitäre Krise in Potočari
Die Bedingungen in Potočari waren chaotisch. Am 12. Juli herrschte eine stickige Juli-Hitze. Nahrung und Wasser waren kaum vorhanden. Bosnisch-serbische Einheiten schossen auf Häuser in Sicht- und Hörweite der Flüchtlinge, sie feuerten ebenfalls gezielt auf die Menschenmenge in Potočari. Unter den Flüchtlingen breitete sich Angst, Entsetzen und Panik aus. In der Dämmerung spitzte sich diese Lage zu, weil bosnisch-serbische Soldaten Häuser und Felder in Brand setzten.
Bereits am Nachmittag hatten sich einzelne bosnisch-serbische Soldaten unter die Flüchtlinge gemischt, um diese mit massiven Drohungen und Gewalt unter Druck zu setzen. Zeugen im Verfahren gegen Krstić berichteten von vereinzelten Morden, die bereits am 12. Juli verübt wurden.
In den Abendstunden und in der Nacht intensivierte sich der Terror. Schüsse, Schreie und unheimliche Geräusche machten Schlaf unmöglich. Frauen und Mädchen wurden vergewaltigt. Bosnische Serben griffen einzelne Flüchtlinge aus der Menge heraus und führten sie ab. Manche tauchten danach nie wieder auf. Einige Flüchtlinge begingen angesichts dieser Situation Suizid. In der Nacht vom 12. auf den 13. Juli sowie am nächsten Morgen verbreiteten sich die Schreckensnachrichten über Vergewaltigungen und Morde in der Menge der Flüchtlinge.

### Abtransport der Frauen, Kinder und Alten
Am 12. und 13. Juli wurden die Frauen, Kinder und Alten in zum Teil völlig überfüllten und überhitzten Bussen, die von bosnisch-serbischen Soldaten kontrolliert wurden, von Potočari auf bosniakisch kontrolliertes Gebiet in der Nähe von Kladanj verbracht. Obwohl viele nicht wussten, wohin die Busse fuhren, waren sie froh, den Zuständen in Potočari entkommen zu können. Nach dem Ende der Busfahrt mussten die Flüchtlinge zu Fuß noch einige Kilometer durch das Niemandsland zwischen den Linien gehen, bis sie Kladanj schließlich erreichten. Die niederländischen Blauhelm-Soldaten versuchten, die Busse zu eskortieren, was ihnen nur beim ersten Konvoi gelang. Bosnisch-serbische Einheiten hinderten sie bei den nachfolgenden Konvois daran. Die Fahrzeuge wurden den UN-Soldaten mit Waffengewalt abgenommen. Am Abend des 13. Juli befand sich kein Bosniake mehr in Potočari. Am 14. Juli entdeckten die UN-Soldaten auf ihren Erkundungsgängen in der Stadt Srebrenica keinen einzigen lebenden Bosniaken mehr. Rund 25.000 Frauen, Kinder und Greise wurden deportiert.

### Aussonderung der männlichen Bosniaken
Seit den Morgenstunden des 12. Juli begannen die bosnisch-serbischen Kräfte damit, Männer aus der Masse der Flüchtlinge auszusondern und an separaten Plätzen – einer Zinkfabrik und einem Gebäude mit dem Namen „Weißes Haus“ – festzuhalten. Die Zahl der auf diese Weise selektierten männlichen Personen wird auf rund 2.000 geschätzt. Später wurden diese Männer mit Lastwagen und gesonderten Bussen von dort abtransportiert. Bosnisch-serbische Soldaten verwehrten männlichen Flüchtlingen im wehrfähigen Alter, gelegentlich auch Jüngeren und Älteren, das Besteigen der Busse. Die Art und Weise, wie die Selektionen durchgeführt wurden, war für die betroffenen Familien traumatisch, wie Zeugen im Krstić-Prozess in Den Haag berichteten. Die Busse, die die Frauen, Kinder und Älteren nach Kladanj transportierten, wurden auf dem Weg dorthin von bosnisch-serbischem Militär gestoppt und nach Männern durchsucht. Wurden dabei welche entdeckt, wurden diese abgeführt. Durch die Selektion, die Internierung und den späteren Abtransport wurden die Ausgesonderten jedem Schutz durch UNPROFOR entzogen. Auf Fragen von Blauhelmsoldaten nach dem Grund für die Selektionen antworteten bosnisch-serbische Soldaten mit dem Vorwand, man suche nach Personen, die Kriegsverbrechen begangen haben. Am 12. und 13. Juli wurden UN-Soldaten in Potočari Zeugen von Morden an Bosniaken. Diese Morde verübten bosnische Serben in und hinter dem „Weißen Haus“.

### Marschkolonne
Bereits angesichts der Flüchtlingskrise in Potočari vom Abend des 11. Juli kamen unter den Bosniaken Überlegungen auf, einen gemeinsamen Fluchtversuch zu unternehmen. Dazu sollten sich die körperlich geeigneten Männer sammeln und zusammen mit noch in Srebrenica befindlichen Mitgliedern der 28. Division der Armee der Republik Bosnien-Herzegowina (ARBiH) eine Kolonne formen. Diese sollte versuchen, nordwestlich durch die Wälder in Richtung Tuzla bzw. bosniakisch kontrolliertes Gebiet durchzubrechen. Insbesondere die jüngeren Männer fürchteten ihre Ermordung, würden sie den bosnisch-serbischen Kräften in Potočari in die Hände fallen. Die geplante Wegstrecke war mehr als 70 km lang.
Der Zug formierte sich in der Nähe der Siedlungen Jaglići und Šušnjari. Zeugen schätzten seine Größe auf 10.000 bis 15.000 Mann. Rund ein Drittel bestand aus Mitgliedern der 28. Division. Nicht alle dieser Mitglieder waren bewaffnet. Waffen, militärische Disziplin und militärisches Training dieser Division waren ungenügend. Einheiten der 28. Division bildeten die Spitze der Kolonne. Daran schlossen sich Zivilisten an, durchmischt mit Soldaten. Den Schluss bildete das Unabhängige Bataillon der 28. Division beziehungsweise die sogenannten Eingreiftruppe, das Gebirgsbataillon.
Wenige Frauen, Kinder und Alte gehörten ebenfalls zum Treck. Wenn sie später von bosnisch-serbischen Kräften gefangen wurden, wurden sie ebenfalls den Bussen zugeführt, die von Potočari in Richtung Kladanj unterwegs waren.
In der Nacht vom 11. auf den 12. Juli, gegen Mitternacht, setzte sich die Kolonne in Marsch, ein Zug von insgesamt fast 15 km Länge. Am 12. Juli starteten bosnisch-serbische Militäreinheiten einen schweren Artillerie-Angriff auf die Flüchtenden, als diese versuchten, die Magistralstraße in der Nähe von Nova Kasaba (Gemeinde Milići) zu überqueren. Die Kolonne wurde dadurch gespalten. Nur ca. einem Drittel gelang die Überquerung. Während des ganzen Tages und in der Nacht nahmen bosnisch-serbische Einheiten den blockierten Teil des Zuges unter Feuer. Überlebende aus diesem hinteren Teil bezeichneten diese Attacken als „Menschenjagd“.
Am Nachmittag und Frühabend des 12. Juli nahmen die bosnisch-serbischen Einheiten eine große Anzahl von Gefangenen unter denjenigen, die zum hinteren Teil des Flüchtlingszuges gehörten. Dazu nutzten sie unterschiedliche Taktiken. Zum Teil errichteten sie Hinterhalte. Oft feuerten die bosnisch-serbischen Einheiten mit Flugabwehr-Waffen und anderem schweren Gerät in die Wälder. In anderen Fällen riefen sie in den Wald, drängten die Bosniaken zur Kapitulation und behaupteten, als Gefangene würden sie gemäß den Genfer Konventionen behandelt werden. Auch wurden gestohlene UNPROFOR-Materialien und -Gerätschaften (Fahrzeuge, Helme, Westen etc.) verwendet, um den Bosniaken zu suggerieren, UN-Soldaten oder das Rote Kreuz seien vor Ort, um die adäquate Behandlung von Gefangenen zu überwachen. Tatsächlich stahlen die bosnischen Serben die persönlichen Habseligkeiten ihrer bosniakischen Gefangenen; einige Gefangene wurden an Ort und Stelle ermordet.
Die meisten Gefangenen machten die bosnisch-serbischen Einheiten am 13. Juli. Mehrere Tausend wurden auf einem Feld in der Nähe von Sandici sowie auf dem Fußballplatz von Nova Kasaba festgehalten.
Die Spitze der Marschkolonne, die die Straße überqueren konnte, wartete zunächst, was mit dem Rest des Trecks passieren würde. Der schwere Beschuss der blockierten zweiten Gruppe dauerte am 12. Juli bis in die Nacht, so dass in der Kolonnenspitze die Hoffnung sank, der Rest könne aufschließen. Am 13. Juli setzte die Spitze des Flüchtlingstrecks ihren Marsch in nordwestlicher Richtung fort. Auch sie geriet dabei in Hinterhalte und erlitt schwere Verluste. Am 15. Juli scheiterte der erste Versuch, auf bosniakisch kontrolliertes Gebiet durchzubrechen. Dies gelang erst am darauf folgenden Tag und mit Unterstützung von Einheiten der ARBIH, die aus Richtung Tuzla herangeführt wurden, um einen Korridor für die auftauchenden Flüchtlinge freizukämpfen. Ungefähr einem Drittel der Menschen, die anfänglich zur Marschkolonne zählten, gelang es, das von der Regierung gehaltene Territorium und damit sicheres Gebiet zu erreichen.

### Exekutionen und Opfer

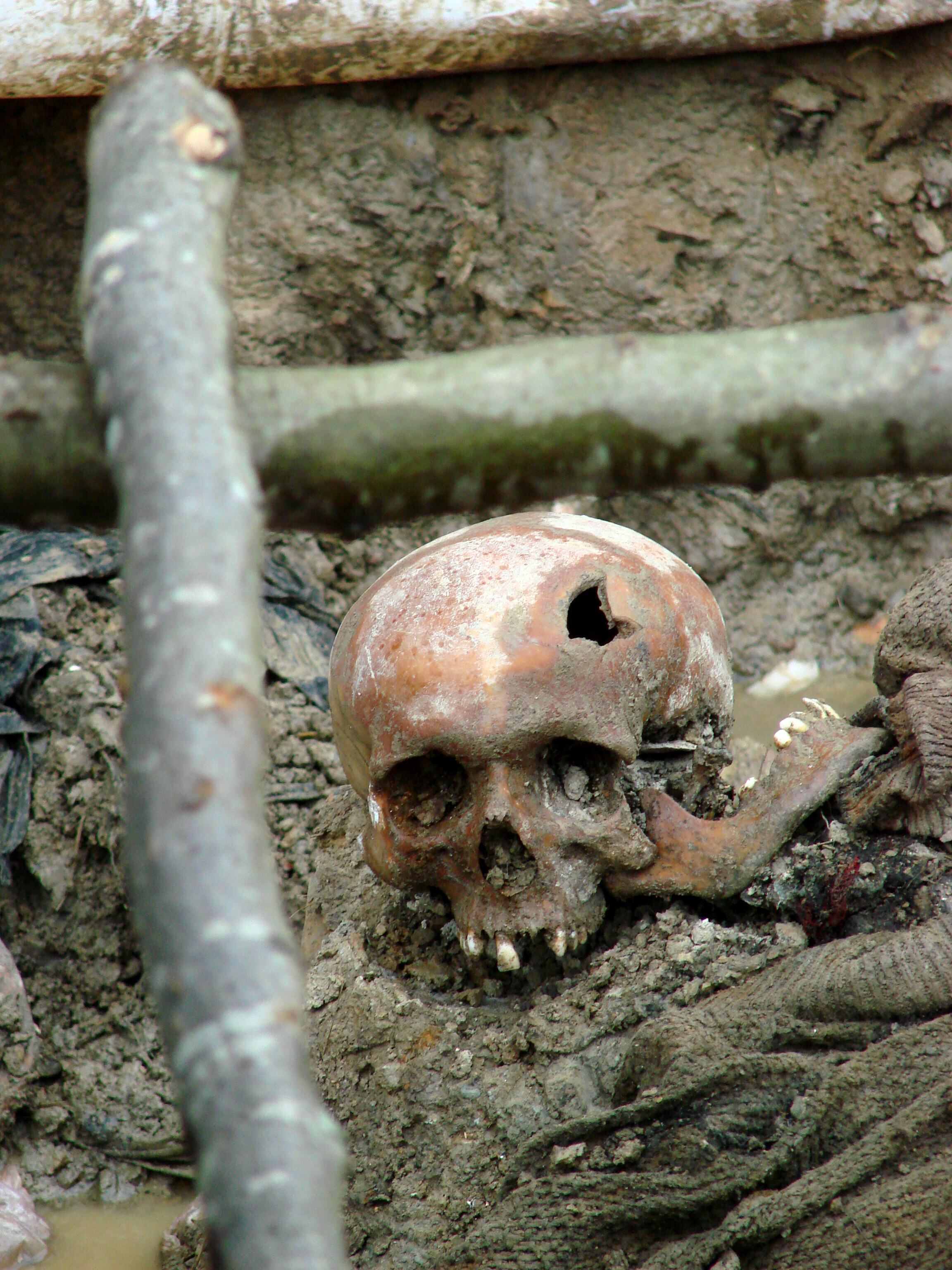
Überreste eines Opfers des Massakers von Srebrenica

Die bosniakischen Männer, die in Potočari von den Frauen, Kindern und Älteren getrennt worden waren, wurden nach Bratunac transportiert. Später kamen zu dieser Gruppe auch Männer, die mit der Kolonne den kollektiven Fluchtversuch durch die Wälder unternommen hatten, von den bosnischen Serben jedoch gefangen genommen worden waren. Bei der Internierung in Bratunac gab es keine Versuche, diese beiden Personengruppen voneinander getrennt zu halten.
Die bosnisch-serbischen Sicherheitskräfte nutzten für die Internierung verschiedene Gebäude, zum Beispiel ein verlassenes Warenhaus und Schulen, Turnhallen, ein Kulturhaus, ein Lagerhaus aber auch die Busse und Lastwagen, mit denen sie Gefangene nach Bratunac beförderten. In der Nacht wurden einzelne Gefangene herausgerufen. Zeugen hörten Schmerzensschreie und Gewehrfeuer. Nach einem Zwischenaufenthalt in Bratunac von ein bis drei Tagen wurden die Bosniaken an andere Orte gebracht, als die Busse zur Verfügung standen, mit denen zuvor die Frauen, Kinder und Alten in Richtung des bosniakisch kontrollierten Gebiets gefahren worden waren.
Fast alle bosniakischen Gefangenen wurden getötet. Manche wurden einzeln ermordet, andere in kleinen Gruppen bei ihrer Gefangennahme, wieder andere wurden an den Orten ihrer Internierung umgebracht. Die meisten wurden in sorgfältig geplanten und durchgeführten Massenexekutionen getötet, die am 13. Juli in der Region nördlich von Srebrenica begannen. Gefangene, die am 13. Juli nicht getötet wurden, wurden an Exekutionsstätten nördlich von Bratunac transportiert. Die umfangreichen Massenexekutionen im Norden fanden zwischen dem 14. und 17. Juli statt. Tatorte solcher Massenverbrechen waren beispielsweise das Ufer des Flusses Jadar (ein Nebenfluss der Drina), das Čerska-Tal, das Drina-Ufer bei Kozluk, Kravica, Glagova, Orahovac, Pilica, ein Staudamm bei Petkovci oder der Landwirtschaftsbetrieb Branjevo. Das Gesamtgebiet der Tatorte hatte eine Ausdehnung von circa 300 Quadratkilometern.
Die meisten Massenexekutionen folgten einem einheitlichen Muster: Zunächst wurden die Opfer in leerstehenden Schulgebäuden oder anderen Gebäuden interniert. Dort wurden ihnen Nahrung und Getränke verweigert. Nach einigen Stunden fuhren Busse oder Lastwagen vor und beförderten die Gefangenen an einen zur Exekution bestimmten, üblicherweise abgelegenen Platz. In einigen Fällen wurden zusätzlich Maßnahmen ergriffen, um mögliche Widerstände zu minimieren. Dazu gehörten das Verbinden der Augen und das Fesseln der Handgelenke hinter dem Rücken. Als die Busse oder Lastwagen an den Exekutionsstätten ankamen, mussten die Gefangenen sich aufreihen und wurden erschossen. Diejenigen, die die Salven überlebten, wurden mit weiteren Schüssen getötet. Schweres Erdräumgerät zum Vergraben der Leichen fuhr im Anschluss an die Exekutionen auf, manchmal sogar schon während der Erschießungen. Die meisten Opfer waren Männer und Jungen zwischen 13 und 78 Jahren. Das jüngste Opfer war ein Mädchen im Säuglingsalter. Insgesamt werden über 8000 Opfer geschätzt.

### Primäre und sekundäre Massengräber

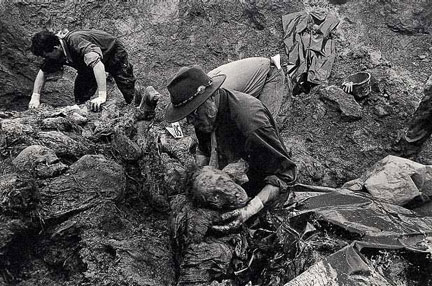
Exhumierungen in Srebrenica (1996)

Die Täter hoben Massengräber direkt dort aus, wo die Erschossenen lagen, oder in unmittelbarer Nähe. Die Toten wurden in Massengräbern unterschiedlicher Größe und in Einzelgräbern verscharrt.
Bis 2001 identifizierten forensische Experten insgesamt 21 Massengräber, in denen sich nachweislich Opfer des Massakers von Srebrenica befanden. 14 von diesen Massengräbern sind sogenannte primäre Massengräber, in denen die Getöteten direkt nach der Exekution vergraben wurden. Von diesen 14 wurden acht später zerstört. Die Leichen wurden dabei entfernt und an anderer Stelle erneut vergraben. Oft lagen diese sogenannten sekundären Massengräber – bis 2001 wurden sieben entdeckt – in weiter entfernten Gegenden. Die Umbettungen erfolgten, weil die bosnisch-serbischen Täter die Massenmorde vertuschen wollten. Im Urteil gegen Krstić werden 18 weitere Massengräber erwähnt, die mit dem Massaker in Verbindung stehen, bis zum Ende des Prozesses gegen Krstić jedoch noch nicht untersucht werden konnten. Bis 2009 hatten Forensiker 37 Sekundär-Massengräber entdeckt.
Die Überreste von zirka 8000 Opfern wurden seit Ende des Bosnienkrieges exhumiert. 6838 Leichen konnten bis Juli 2012 namentlich zugeordnet werden.

## Folgen

### Politische Reaktionen

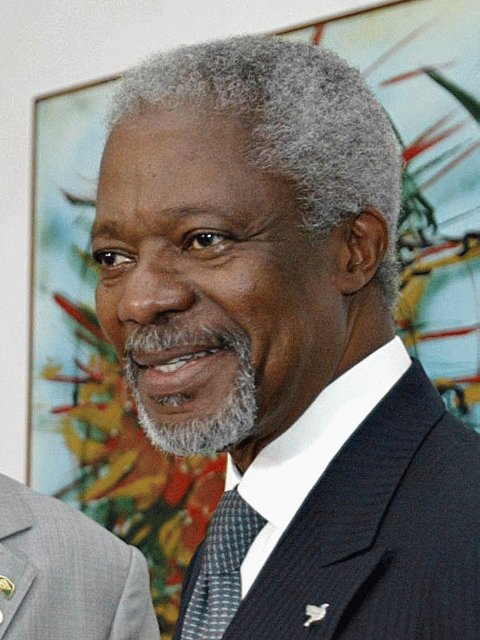
Kofi Annan (2003)

Unmittelbar nach dem Fall der Schutzzone Srebrenica kritisierte die Türkei mit scharfen Worten die UNO und ihren Sicherheitsrat. Der Einmarsch sei ein Schlag ins Gesicht des Sicherheitsrats, die UNO habe durch dieses Ereignis ihr Prestige verloren. In den Wochen nach dem Einmarsch der bosnisch-serbischen Truppen gab es auch in der türkischen Öffentlichkeit Proteste: Demonstrationen, Geldsammlungen für Flüchtlinge und kritische Zeitungsberichte gehörten zu dieser Reaktion.
Wenige Tage nachdem die bosnisch-serbischen Einheiten Srebrenica eingenommen hatten, forderte der neu gewählte französische Präsident Jacques Chirac die Wiedereroberung der Schutzzone. Diese Forderung wurde nur als eine symbolische Geste nachträglicher Entschlossenheit eingestuft; sie fand keine Verbündeten.
Am 24. Juli 1995 schloss der UN-Sonderberichterstatter Tadeusz Mazowiecki eine einwöchige Untersuchung zum Fall Srebrenica ab. Er erklärte, von 40.000 Einwohnern der Enklave seien 7.000 offenbar „verschwunden“. Nachdem auch die Schutzzone Žepa gefallen war, trat er aus Protest gegen die Passivität der internationalen Staatengemeinschaft am 27. Juli von seinem Amt zurück.
In der zweiten Juli-Hälfte kamen erste Gerüchte über das Massaker auf. Diese Nachrichten verdichteten sich, als die wenigen Überlebenden des Massakers erste Zeugenaussagen machten, nachdem sie bosniakisch kontrolliertes Territorium erreicht hatten. Aussagen niederländischer Blauhelm-Soldaten wirkten in die gleiche Richtung.
Am 10. August legte die amerikanische UN-Botschafterin Madeleine Albright dem UNO-Sicherheitsrat Satellitenfotos vor, auf denen Spuren von Gräueltaten bosnischer Serben in der Umgegend von Srebrenica zu sehen waren. Zirka drei Monate später, am 18. November 1995, wurde am UN-Kriegsverbrechertribunal Anklage gegen Mladić und Karadžić wegen der Verbrechen von Srebrenica erhoben. Diese Klage war die zweite gegen die beiden; am 25. Juli 1995 waren sie bereits wegen Verbrechen angeklagt worden, die zeitlich vor dem Massaker von Srebrenica stattgefunden hatten.
Im Dezember 1995 verurteilte die Außenministerkonferenz der islamischen Staaten die Handlungen der bosnischen Serben und sprach von Völkermord.
Im April 1996 untersuchte eine größere Ermittlungskommission des Haager Gerichts erstmals vor Ort Exekutionsorte und Massengräber. Die erste Öffnung eines Massengrabs erfolgte im Juli 1996. Die forensischen Untersuchungen ziehen sich wegen der Vielzahl der Ermordeten, der Tatorte und der Massengräber bis heute hin. Überdies erschweren die 1995 durchgeführten groß angelegten Vertuschungsversuche die Arbeit der Kriminalisten und Gerichtsmediziner.
Am 15. November 1999 legte Kofi Annan als amtierender UNO-Generalsekretär einen Bericht zum Fall der Schutzzone Srebrenica vor. Dieser Bericht kritisierte unter anderem die Fehlleistungen der UN-Institutionen deutlich. Zusammen mit den selbstkritischen Bewertungen zum Agieren der UNO im Angesicht des Völkermords in Ruanda (April bis Juli 1994) trug dieser Bericht mit zu einer Neuausrichtung von UN-Friedensmissionen bei.
Im Juni 2004 räumten Vertreter der Republika Srpska erstmals offiziell die Verantwortung bosnisch-serbischer Sicherheitskräfte für das Massaker von Srebrenica ein. Dabei offenbarten sie weitere, bis dahin unbekannte Massengräber, die in Zusammenhang mit dem Massaker stehen. Im November 2004 folgte erstmals eine offizielle Entschuldigung durch die Regierung der Republika Srpska bei den Hinterbliebenen der Opfer. Ende März 2005 übergab eine bosnisch-serbische Untersuchungskommission der Staatsanwaltschaft eine Liste mit 892 Namen von mutmaßlichen Tätern. Nationalistische Gruppen in der Republika Srpska empörten sich über diesen Bericht. 2010 leitete die Regierung der Teilrepublik eine Neubewertung des Berichts von 2004 ein. Dieser sei unter internationalem Druck entstanden und übertreibe die Zahl der bosniakischen Opfer maßlos. Die Nationalversammlung der Republika Srpska annullierte am 14. August 2018 den Bericht von 2004. Am 2. Juni 2005 zeigte der Anklagevertreter im Prozess gegen den früheren jugoslawischen Staatspräsidenten Slobodan Milošević eine Videoaufnahme, die die Erschießung von vier männlichen Jugendlichen und zwei jungen Männern in Trnovo am 17. Juli 1995 zeigt. Sie sollen aus Srebrenica stammen; die Täter sind offenbar Angehörige der damals von Slobodan Medić angeführten serbischen Sondereinheit „Skorpione“. Kurz darauf strahlten mehrere serbische Fernsehsender diese Aufnahmen aus. Sie führten in der serbischen Öffentlichkeit zu einer intensiven Diskussion über das Verbrechen, das zuvor kaum thematisiert worden war. Der serbische Premierminister Vojislav Koštunica sprach von einem „brutalen, gnadenlosen und beschämenden Verbrechen“ an Zivilisten. Rasch nach der Ausstrahlung verhaftete die Polizei einige der mutmaßlichen Täter. Auch in westlichen Medien wurde über dieses Video und die Reaktionen in Serbien berichtet. Am 10. April 2007 verurteilte ein serbisches Gericht vier Tatbeteiligte zu langjährigen Haftstrafen; ein fünfter Angeklagter wurde freigesprochen.
Anfang Oktober 2005 legte eine Sonderarbeitsgruppe der bosnisch-serbischen Regierung dem UN-Kriegsverbrechertribunal eine Liste von etwa 19.500 Personen vor, die sich an dem Massaker auf die eine oder andere Art direkt beteiligt haben sollen.
Ende März 2010 entschuldigte sich das Parlament Serbiens für das Massaker von Srebrenica, vermied in seiner Resolution aber den Begriff „Völkermord“.
Tomislav Nikolić (vom 11. Juni 2012 bis 31. Mai 2017 Präsident Serbiens) entschuldigte sich im April 2013 für das Massaker. Er wollte das Massaker aber nicht als Völkermord bezeichnen. Beim Besuch der Gedenkfeier in Srebrenica im Juli 2015 bezeichnete der Ministerpräsident und spätere Präsident Serbiens, Aleksandar Vučić, das Massaker als „monströses Verbrechen“, vermied aber den Begriff Völkermord.

### Debatte zur Rolle der Blauhelm-Soldaten

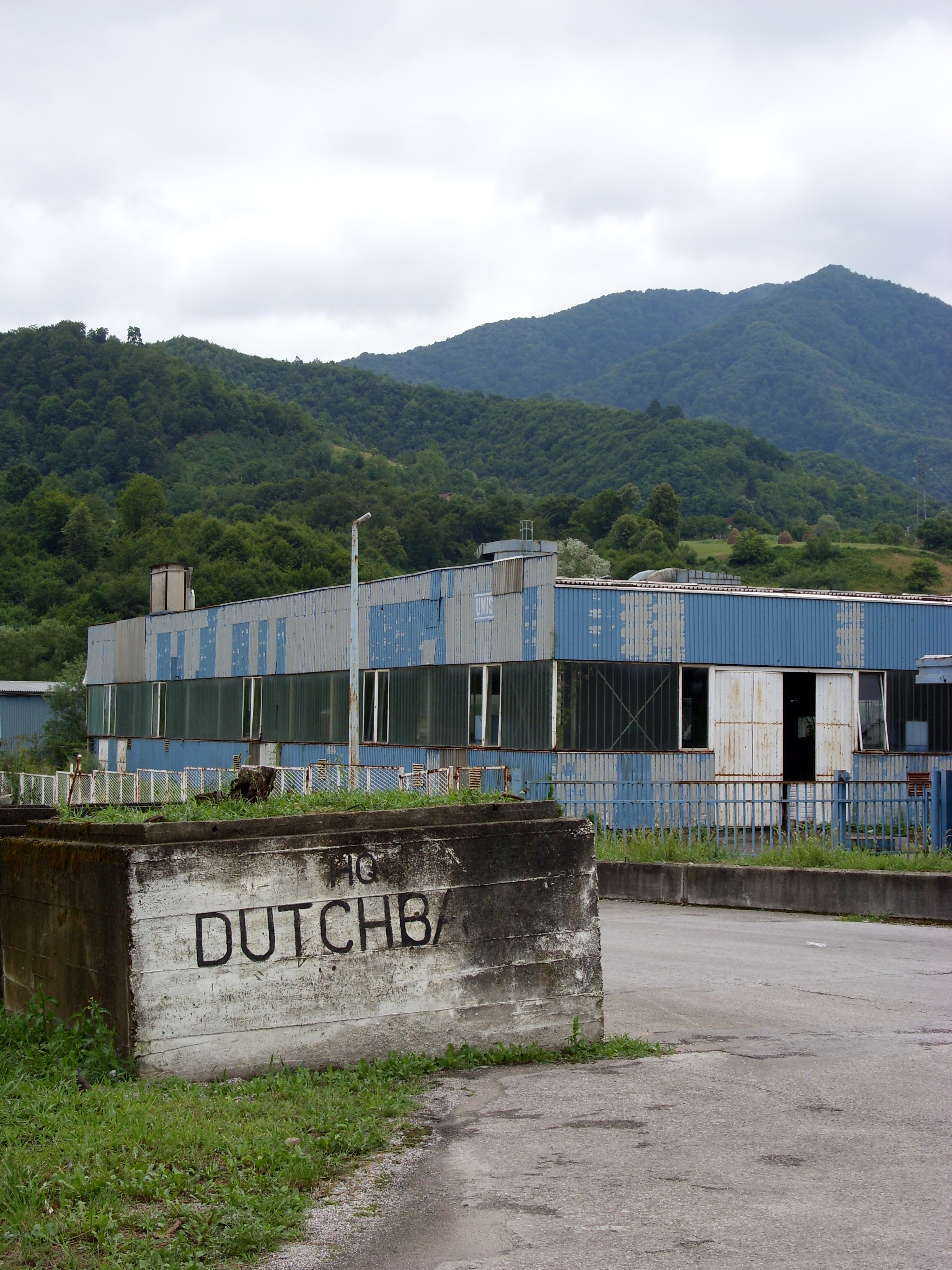
Gelände des früheren niederländischen Bataillons (Dutchbat) in Potočari. Hier sammelten sich am 11./12. Juli 1995 tausende bosniakische Flüchtlinge

Das Agieren der Blauhelme ist international eingehend erörtert worden. Beispielsweise findet sich im UN-Bericht zu den Ereignissen von Srebrenica ein Abschnitt zu diesem Thema. Darin wird festgehalten, dass sämtliche Beobachtungsposten (Observation Post) und Sperren (Blocking Position) von Dutchbat widerstandslos an die Armee der bosnischen Serben fielen. Dutchbat-Mitglieder setzten gegen die anrückenden Einheiten weder Schusswaffen noch gepanzerte Fahrzeuge oder Panzerabwehrwaffen ein. Die französische Nationalversammlung richtete fünfeinhalb Jahre nach dem Fall der Enklave einen Untersuchungsausschuss ein; dieser legte im November 2001 seinen Abschlussbericht vor.
Vor allem in den Niederlanden wurde eine Diskussion darüber geführt, ob die UN-Soldaten vor Ort Handlungsalternativen gehabt hätten. Diese Debatte stützte sich inzwischen auf die Erkenntnisse einer Reihe größerer Untersuchungen, die zum Fall der Schutzzone und zum Verhalten von Dutchbat entstanden waren.
Die Einschätzungen sind sehr unterschiedlich. Kritiker warfen den niederländischen Blauhelmen vor, sie hätten Teile des Massakers mitbekommen und durch Nicht-Einschreiten geduldet. In diesem Zusammenhang wird auch von Beihilfe zu einem Kriegsverbrechen gesprochen. Diese Kritiker konstatieren ein Versagen des niederländischen Bataillons, dem sich gezielte Vertuschungsversuche niederländischer Militärs und Politiker anschlossen.
Andere Stellungnahmen betonten dagegen, dass die Soldaten vor Ort kaum Kenntnis von den Gräueln hatten, weil Einheiten der bosnischen Serben sie systematisch an entsprechenden Beobachtungen hinderten. Außerdem seien sie im Stich gelassen worden, obwohl sie mehrfach eindringlich Luftunterstützung zum Schutz der Enklave und zu ihrer eigenen Sicherheit angefordert hatten. Dutchbat sei ferner durch die niederländische und internationale Politik mit dem Schutz der Bosniaken betraut worden, ohne dass ihnen dazu jemals adäquate Mittel zur Verfügung gestanden hätten. Die Aufgabe sei eine „mission impossible“ gewesen.
Die Lage für die UNO-Soldaten vor Ort wurde dadurch verschärft, dass der kommandierende französische General Bernard Janvier jegliche Luftunterstützung verweigerte. In einem Brief des damaligen UN-Sonderbeauftragten für Bosnien, Yasushi Akashi, an das UN-Hauptquartier in New York schrieb Akashi, dass ihm der serbische Präsident Milošević bereits am 17. Juni 1995 in einem Gespräch mitgeteilt habe, dass der französische Staatspräsident Jacques Chirac Milošević zugesagt habe, es werde ohne Zustimmung aus Paris keine NATO-Luftangriffe geben.
Die Franzosen fürchteten die Ermordung von UNPROFOR-Geiseln, zu denen viele Franzosen zählten.
Handlungen, Unterlassungen und Schlussfolgerungen sind in symbolträchtigen Bildern verdichtet. Dazu gehört ein Foto, das Ratko Mladić und des niederländischen Kommandanten, Thom Karremans, am Abend des 12. Juli 1995 bei einem gemeinsamen Trinkspruch festhält. Dazu zählen die Videoaufnahmen von feiernden und tanzenden Dutchbat-Soldaten in Zagreb, unmittelbar nach ihrem Abzug aus Srebrenica. Auch der Rücktritt der niederländischen Regierung unter Wim Kok am 16. April 2002, wenige Tage nach Veröffentlichung der umfangreichen Srebrenica-Studie des Niederländischen Instituts für Kriegsdokumentation, wurde als Versuch interpretiert, sieben Jahre nach den Ereignissen politische Verantwortung zu übernehmen.
Begleitet von Protesten von Srebrenica-Überlebenden ehrte am 4. Dezember 2006 die niederländische Regierung demonstrativ ungefähr 500 Soldaten. Sie hätten seinerzeit einen „außerordentlich schwierigen Auftrag“ gehabt, so der niederländische Verteidigungsminister Henk Kamp. Nach 1995 seien sie jahrelang falschen Anschuldigungen ausgesetzt gewesen, jedoch mittlerweile durch offizielle Untersuchungen entlastet. Bosnien und Herzegowina protestierte auf diplomatischer Ebene gegen diese Ehrung. Angehörige von Massaker-Opfern und Überlebende aus Srebrenica sprachen bei Protestkundgebungen von einem „Genozid-Orden“. An der Demonstration in Sarajevo gegen die Auszeichnung der Soldaten beteiligte sich die Gesellschaft für bedrohte Völker (GfbV) und forderte in einem offenen Brief an Kamp und Ministerpräsident Jan Peter Balkenende eine Entschuldigung bei den Überlebenden von Srebrenica.

### Strafverfahren

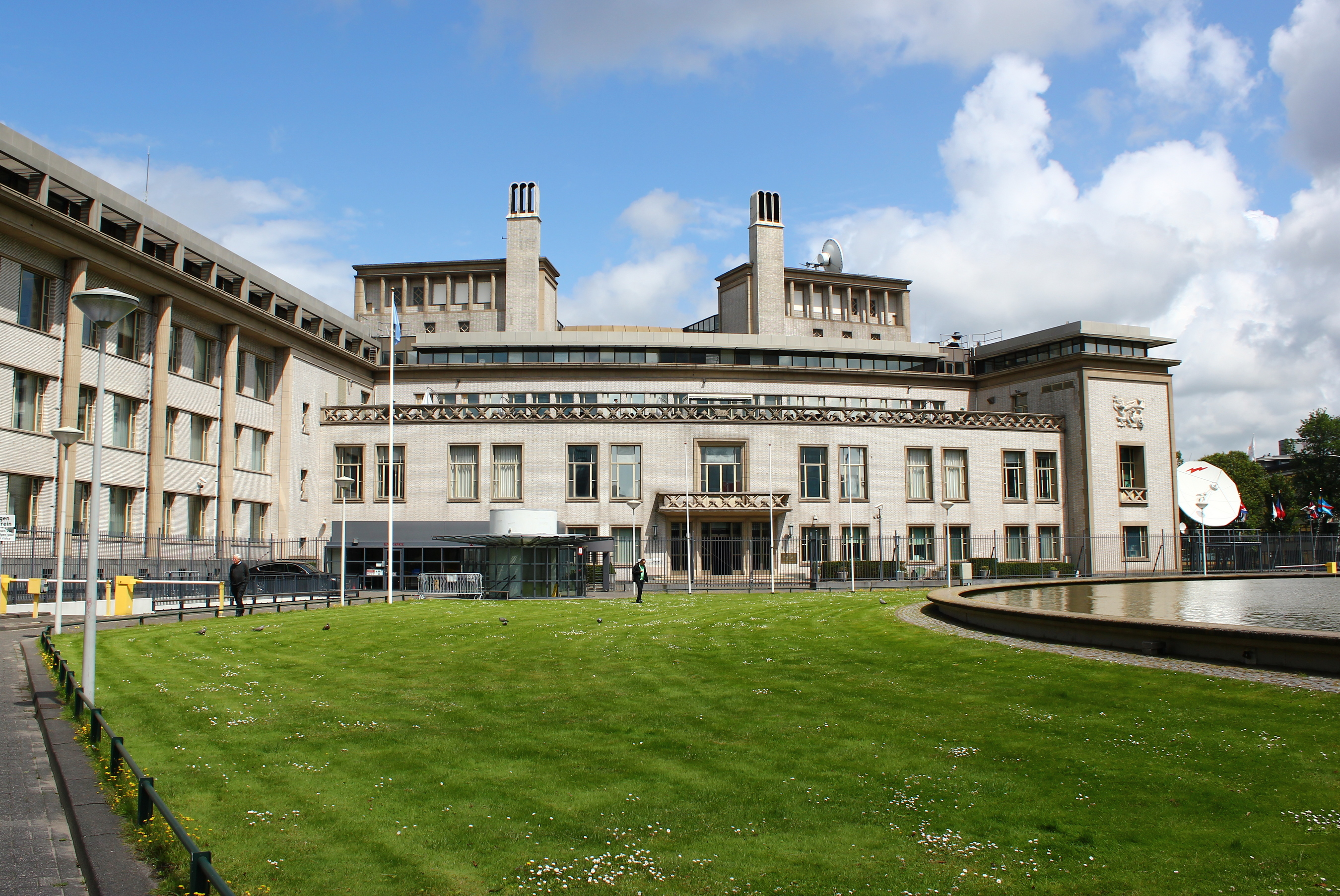
Sitz des Internationalen Strafgerichtshofes für das ehemalige Jugoslawien („UN-Kriegsverbrechertribunal“) in Den Haag

#### Verfahren vor dem UN-Kriegsverbrechertribunal
Eine Reihe von Personen ist vor dem Internationalen Strafgerichtshof für das ehemalige Jugoslawien (UN-Kriegsverbrechertribunal, kurz: ICTY) in Den Haag wegen des Massakers von Srebrenica angeklagt worden.
Die Angeklagten Dražen Erdemović, Radislav Krstić, Dragan Obrenović, Vidoje Blagojević und Dragan Jokić wurden verurteilt. In vielen Urteilen, unter anderem in denen gegen Krstić sowie gegen Blagojević und Jokić, wird das Geschehen als Völkermord klassifiziert. Dabei war das Urteil gegen Krstić wegweisend. Diese Klassifikation ist mittlerweile unangetastet.
Am 10. Juni 2010 wurden Vujadin Popović und Ljubiša Beara ebenfalls wegen Völkermordes zu einer lebenslangen Freiheitsstrafe verurteilt. Drago Nikolić erhielt wegen Beihilfe eine Freiheitsstrafe von 35 Jahren. Vier weitere Angeklagte erhielten Freiheitsstrafen zwischen fünf und 19 Jahren. Das Urteil gegen Popović und Beara wurde am 30. Januar 2015 vom Kriegsverbrechertribunal im Revisionsverfahren bestätigt.
Radovan Karadžić (* 1945) wurde am 18. Juli 2008 nach jahrelanger Flucht gefasst und anschließend nach Den Haag überstellt, wo er am 24. März 2016 vom UN-Kriegsverbrechertribunal erstinstanzlich zu einer Haftstrafe von 40 Jahren verurteilt wurde.
Am 20. März 2019 wurde Karadžić in einem Berufungsverfahren in Den Haag von den Richtern des UN-Tribunals unanfechtbar zu lebenslanger Haft verurteilt.
Der als Hauptverantwortlicher für das Massaker geltende Ratko Mladić wurde am 26. Mai 2011 verhaftet. Er wurde am 22. November 2017 zu lebenslanger Haft verurteilt. Zdravko Tolimir, einer von sieben Stellvertretern Mladićs, wurde am 12. Dezember 2012 des Völkermordes für schuldig befunden und zu lebenslanger Haft verurteilt.

#### Verfahren vor der bosnischen Kammer für Kriegsverbrechen
Ab 2013 übernahm die Kammer für Kriegsverbrechen beim Obersten Gericht für Bosnien-Herzegowina die Aufgabe der individuellen strafrechtlichen Verfolgung von Tätern. Bis Mai 2015 schloss diese Kammer 14 Verfahren ab. Angeklagte wurden freigesprochen, wegen Verbrechen gegen die Menschlichkeit oder wegen Völkermord verurteilt. Zu diesem Zeitpunkt waren dort weitere sechs Verfahren anhängig. Einige der Verurteilten waren bereits emigriert, sind aber nach Bosnien-Herzegowina ausgeliefert worden, damit dort der Prozess geführt werden konnte. Den Anklagebehörden und Gerichten in Bosnien-Herzegowina fehlen die notwendigen Mittel, um gegen alle Personen juristisch vorzugehen, die im Verdacht stehen, beim Massaker von Srebrenica als Täter oder Helfer beteiligt gewesen zu sein.

#### Verfahren gegen Serbien vor dem Internationalen Gerichtshof
Bereits im Jahr 1993 reichte Bosnien und Herzegowina beim Internationalen Gerichtshof (IGH) eine Klage gegen die Bundesrepublik Jugoslawien ein. Die Organe der Republik Serbien seien für Völkermord in Bosnien-Herzegowina verantwortlich und müssten deshalb Entschädigungszahlungen leisten. Der IGH erklärte 1996 die Klage für zulässig. Das Urteil des IGH vom 26. Februar 2007 bezog sich auf Serbien als Rechtsnachfolger Jugoslawiens: dabei kam der Gerichtshof zu dem Ergebnis, dass Serbien keine direkte Verantwortung trage für die Verbrechen, die im Bosnienkrieg begangen wurden. Aus diesem Grund könne es nicht zu Entschädigungszahlungen herangezogen werden.
Der IGH bewertete das Massaker von Srebrenica jedoch als Völkermord und bestätigte in dieser Hinsicht die Urteile des Kriegsverbrechertribunals. Serbien müsse sich nach dem Urteil des Gerichtshofs zudem eine indirekte Mitverantwortung für die Geschehnisse zurechnen lassen, denn es habe nicht alle seine Möglichkeiten genutzt, um Kriegsverbrechen und Völkermord zu unterbinden.
1. Auf dem Balkan fiel die Reaktion auf das Urteil unterschiedlich aus, insbesondere auf die Entscheidung, mit Ausnahme des Massakers von Srebrenica liege kein Fall von Völkermord vor.[84][73]

#### Klagen von Hinterbliebenen
Beinahe 8000 Hinterbliebene der Opfer des Massakers haben sich zu einer Opferrechtsorganisation zusammengeschlossen, die unter dem Namen Mütter von Srebrenica bekannt ist. Dieser Opferverband reichte am 4. Juni 2007 beim Landgericht in Den Haag eine Klage gegen den niederländischen Staat und die Vereinten Nationen ein. Nach Auffassung der Hinterbliebenen hatten die Vereinten Nationen keine ausreichende Maßnahmen für den Schutz der Menschen in der UN-Schutzzone ergriffen. In seinem Urteil am 10. Juli 2008 billigte das Gericht den Vereinten Nationen jedoch Immunität zu. Dieser Schutz vor jeder gerichtlichen Verfolgung ergebe sich aus völkerrechtlichen Bestimmungen. Staatliche Gerichte könnten sich daher nicht mit Klagen gegen die UN befassen. Im September 2008 lehnte das Gericht eine weitere Klage von Hinterbliebenen gegen den niederländischen Staat ab. Dieser könne nicht für Taten verklagt werden, die niederländische Soldaten begangen oder unterlassen hätten, als diese unter UN-Befehlen standen. Die Hinterbliebenen kündigten auch gegen dieses Urteil Revision an. Die Klage der Mütter von Srebrenica beim Europäischen Gerichtshof für Menschenrechte gegen die Niederlande, dass es gegen Art. 6 und 13 der Europäischen Menschenrechtskonvention verstoße, wenn die niederländischen Gerichte den Vereinten Nationen Immunität zubilligten und der oberste Gerichtshof eine Vorlage an den Europäischen Gerichtshof ablehnte, wurde am 11. Juni 2013 zurückgewiesen.
Am 16. Juli 2014 urteilte das Bezirksgericht in Den Haag, dass dem niederländischen Staat zivilrechtlich eine Mitschuld an dem Massaker anzurechnen sei. Zwar sei das Fehlen von Luftunterstützung und der Fall der Schutzzone den Niederländern nicht anzulasten, aber für die spätere Ermordung der 300 Schutzsuchenden, deren Abtransport aus dem UN-Komplex die Niederländer nicht verhindert hatten, machte das Gericht die Niederlande mitverantwortlich. Das Berufungsgericht in Den Haag bestätigte am 27. Juni 2017 erneut die Teilschuld der niederländischen Regierung am Völkermord im Jahr 1995. Das Gericht urteilte, dass der niederländische Staat eine 30-prozentige Mitschuld habe, da er den Schutzsuchenden eine etwa 30-prozentige Überlebenschance verweigert habe. Sowohl die Mütter von Srebrenica als auch der niederländische Staat gingen gegen das Urteil in Revision. Am 19. Juli 2019 bestätigte der Hohe Rat, das oberste Gericht, dass der niederländische Staat eine Teilschuld habe und für entsprechende Entschädigungen zahlen müsse, reduzierte aber den Schuldanteil auf 10 Prozent.
Im Juli 2010 haben der überlebende Dolmetscher Hasan Nuhanović und Verwandte des ermordeten Elektrikers Rizo Mustafić erneut Anzeige wegen „Völkermordes und Kriegsverbrechen“ gegen Thom Karremans, seinen Stellvertreter Major Rob Franken und Offizier Berend Oosterveen erstattet. Angehörige – darunter auch der Vater Nuhanovićs sowie der Bruder Mustafićs – waren während des Bosnienkrieges bei Dutchbat angestellt, und die niederländischen Befehlshaber seien für die Auslieferung der einheimischen muslimischen Angestellten an die Serben verantwortlich gewesen. Am 5. Juli 2011 urteilte ein Berufungsgericht in Den Haag, dass die Niederlande für den Tod der drei Männer verantwortlich sind. Nach Ansicht der Richter müssen die Kommandeure von der Gefahr gewusst haben, der die vier Männer durch die Ausweisung aus dem Lager ausgesetzt wurden. Die Niederlande gingen daraufhin erneut vor dem Hohen Rat in Den Haag in Berufung, dem höchsten niederländischen Zivil- und Strafgericht. Als Begründung wurde angeführt, dass für den Einsatz in Bosnien nur die Vereinten Nationen verantwortlich gewesen wären. Der Hohe Rat bestätigte am 6. September 2013 das Urteil der früheren Instanz und machte damit den niederländischen Staat für den Tod der drei Männer haftbar. Die Richter beriefen sich dabei auf internationales Recht, wonach auch der entsendende Staat mitverantwortlich für seine Friedenstruppe sei, auch wenn diese unter UN-Mandat operiere.
Vor der bosnischen Menschenrechtskammer wurde 2003 über eine Klage gegen die Republika Srpska entschieden, in der es darum ging, ob Institutionen dieser Teilrepublik die Hinterbliebenen über das Schicksal ihrer Familienmitglieder informiert haben. Diese Information sei unterblieben, was als Verstoß gegen das Verbot von Erniedrigung und Unmenschlichkeit zu werten sei. Individuelle Schadensersatzansprüche der Hinterbliebenen gegen die serbische Teilrepublik waren vor dieser Kammer nicht durchsetzbar. Stattdessen legte die Kammer der Republika Srpska die Pflicht auf, eine pauschale Entschädigungssumme von umgerechnet rund 2 Mio. Euro für die Gedenkstätte in Potočari zu zahlen.

### Debatte zur Beteiligung griechischer Söldner und Freiwilliger
Die aus etwa 100 griechischen Söldnern und Freiwilligen bestehende sogenannte Griechische Freiwilligen-Garde wurde im Frühjahr 1995 in das 5. Drina-Korps der Armee der Republika Srpske integriert und war mit dem Korps vor und während des Massakers vor Ort. Auf Veranlassung von Ratko Mladić hissten Angehörige eine griechische Flagge über der Stadt. Ausgelöst durch das Medieninteresse am zehnten Jahrestag des Massakers 2005 prangerten 163 Akademiker und Journalisten die in der griechischen Öffentlichkeit ausgedrückte Solidarität mit dem Milošević-Regime an und forderten eine Entschuldigung des griechischen Staates bei den Opfern des Massakers und ihren Angehörigen. Die daraufhin von der griechischen Regierung in Aussicht gestellte Untersuchung der Beteiligung der Griechischen Freiwilligen-Garde an dem Massaker und die signalisierte Zusammenarbeit mit dem Internationalen Strafgerichtshof für das ehemalige Jugoslawien blieb ohne Folge. Keine griechische Regierung hat die Geschehnisse in Srebrenica verurteilt oder strafrechtliche Ermittlungen gegen die Beteiligten eingeleitet.

## Rezeption & Gedenken

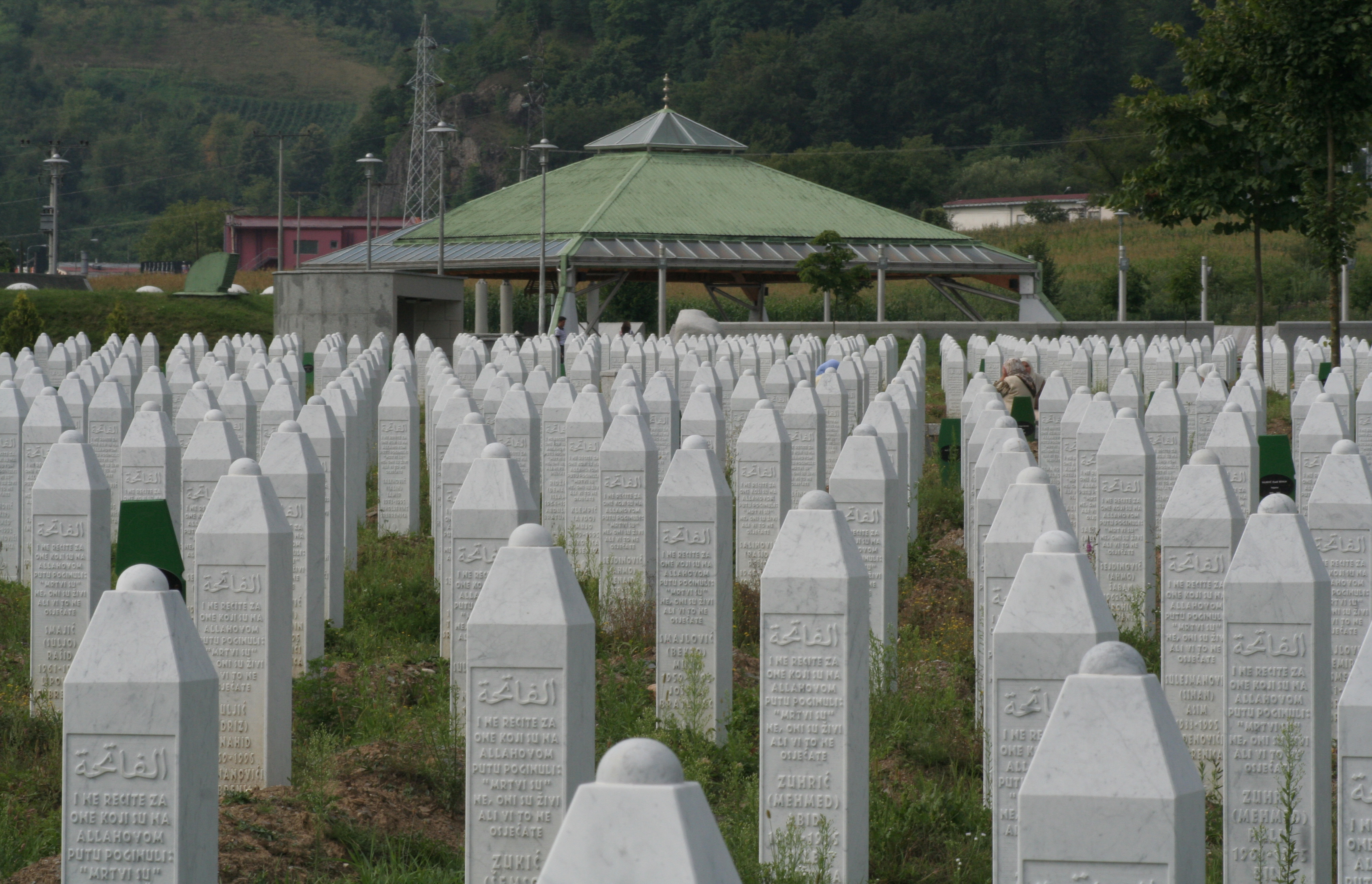
Grabsteine an der Völkermord-Gedenkstätte in Potočari in der Nähe von Srebrenica (2008)

### Einordnung als Völkermord
Das Massaker gilt als das schwerste Kriegsverbrechen in Europa seit dem Ende des Zweiten Weltkriegs.
Der Prozess vor dem UN-Kriegsverbrechertribunal genannten internationalen Strafgerichtshof zeigte, dass die Verbrechen nicht spontan erfolgten, sondern systematisch geplant und durchgeführt wurden. Das Gericht bezeichnete das Massaker in den Urteilen gegen Ratko Mladić, Radislav Krstić, Vidoje Blagojević, Dragan Jokić, Ljubiša Beara, Vujadin Popović und weitere Personen als Völkermord. Ende Februar 2007 bewertete der Internationale Gerichtshof die Massenerschießungen des Massakers ebenfalls als Völkermord.
Durch ein Veto von Russland, das sich traditionell als Schutzmacht der Serben versteht, scheiterte im Juli 2015 eine Resolution des Sicherheitsrates der Vereinten Nationen, die die Geschehnisse als Völkermord bezeichnete.

### Gedenken
Am 20. September 2003 weihte der frühere US-Präsident Bill Clinton vor Tausenden von Hinterbliebenen die offizielle Opfergedenkstätte Potočari ein. Die Baukosten betrugen 5,8 Millionen US-Dollar. Jährlich gedenken im Juli Zehntausende der Opfer. Zudem werden hier weiterhin Tote des Kriegsverbrechens begraben. Im Sommer 2019 lag die Zahl der dort Bestatteten bei mehr als 6.000.
Seit 2005 findet alljährlich ein dreitägiger Friedensmarsch statt. In umgekehrter Richtung folgt er der Route, die die Marschkolonne 1995 nahm, um von Srebrenica aus das Gebiet zu erreichen, das unter der Kontrolle der ARBiH stand.
Im Januar 2009 erklärte das Europäische Parlament den 11. Juli zum Gedenktag für die Opfer. Der Rat der Stadt Paris legte im September 2016 für eine Straße im 20. Arrondissement den Namen Rue de Srebrenica fest, um an das Massaker zu erinnern.
Am 23. Mai 2024 schloss sich die Generalversammlung der Vereinten Nationen der Einführung eines weltweiten Gedenktags ('International Day of Reflection and Commemoration of the 1995 Genocide in Srebrenica'.) ab 11. Juli 2025 an. Die entsprechende von Deutschland und Ruanda ausgearbeitete Resolution wurde mit 84 Stimmen bestätigt. 68 Länder enthielten sich und 19 Staaten – darunter Serbien, Russland und die VR China – stimmten dagegen. Serbiens Regierung behauptete, „die Resolution würde die Region spalten und eine Hierarchie unter den Opfern des Krieges herstellen“.
In Bosnien und Herzegowina ist die Erinnerung gespalten. Der 11. Juli ist in der Föderation Bosnien und Herzegowina und im Brčko-Distrikt ein Gedenktag, aber in der Republika Srpska ein normaler Arbeitstag. Die Historikerin Marie-Janine Calic hob die Bedeutung der traumatischen Erfahrung des Massakers für die kollektive Identität der Bosniaken hervor. Sie gehöre aus deren Sicht zum Gründungsmythos des Staates Bosnien und Herzegowina, werde gepflegt, aber nicht überwunden, denn Ziel sei hier auch die Weitergabe dieser Erfahrung an nachfolgende Generationen. Mit Rückgriff auf Vamık Volkan sprach sie von einem „gewählten Trauma“.

### Entschuldigungen
Der niederländische Ministerpräsident Mark Rutte sagte am 18. Juni 2022 bei einer Gedenkveranstaltung mit hunderten Veteranen von Dutchbat III, fast 27 Jahre nach dem Massaker seien „einige Worte noch immer nicht gesagt“ worden. Er entschuldige sich „im Namen der niederländischen Regierung bei allen Frauen und Männern von Dutchbat III, bei Ihnen und denen, die heute nicht hier sein können“ „mit der größtmöglichen Anerkennung und Respekt für die Art, wie Duchbat III unter schwierigen Umständen versuchte, das Gute zu tun, selbst als es nicht länger möglich war.“
Verteidigungsministerin Kajsa Ollongren (Kabinett Rutte IV) bat am 11. Juli 2022 bei der Gedenkfeier in Potocari in Bosnien-Herzegowina erstmals die Angehörigen der Opfer um Entschuldigung: „Die internationale Gemeinschaft hat beim Schutz der Menschen von Srebrenica versagt“. „Als Teil dieser Gemeinschaft trägt auch die niederländische Regierung einen Teil der politischen Verantwortung für die Situation, in der dieses Versagen geschehen konnte. Dafür entschuldigen wir uns zutiefst.“

### Rezeption in der Kunst
Quo Vadis, Aida?, ein Film aus dem Jahr 2020 von Jasmila Žbanić, befasst sich mit dem Massaker. Die Titelfigur arbeitet als Übersetzerin. Hier flossen Schilderungen von Hasan Nuhanović ein, der als Übersetzer in der UN-Schutzzone gearbeitet hatte. Dieser kritisierte aber die im Film fehlende Darstellung der Befehlskette der UNO-Schutztruppen und der Verantwortung für das Ausbleiben wirksamer Gegenmaßnahmen gegen die serbische Offensive.

### Leugnung und Relativierung des Massakers
In der Republika Srpska und in Serbien gibt es eine lange Tradition der Leugnung. Zu jenen, die den Begriff „Völkermord“ ablehnten, zählte der ehemalige serbische Präsident Tomislav Nikolić. Milorad Dodik bestritt Anfang Juli 2015, dass ein Völkermord stattgefunden habe, nachdem er diesen und die Zahl von 8000 Opfern bereits im April 2010, vor seiner Wahl zum Präsidenten der Republika Srpska, in Zweifel gezogen hatte. 2015, zum 20. Jahrestag des Massakers, forderte er, Srebrenica müsse auch zu einem Gedenkort für den „Völkermord an den Serben“ erklärt werden. 2021 wiederholte er seine Behauptung, der Völkermord in Srebrenica sei ein „Mythos“, der „nicht stattgefunden“ hätte. Die Leugnung des Völkermords ist in Bosnien-Herzegowina seit dem 31. Juli 2021 strafbar. Die Präsidentin der serbischen Teilrepublik, Željka Cvijanović, sagte in einem Interview, dieses Gesetz werde dort nicht angewendet. Auf Fragen des Interviewers nach ihrer persönlichen Einschätzung des Massakers als Genozid verweigerte sie wiederholt eine Antwort.
Auch in westlichen Print- oder Onlinepublikationen wurde gelegentlich behauptet, die Ereignisse hätten nicht stattgefunden oder seien in den Medien falsch oder verzerrt dargestellt worden. Darstellungen, die Taten in und um Srebrenica seien keine Verbrechen und schon gar kein Völkermord gewesen, füllen mittlerweile Bibliotheken.
Im deutschsprachigen Raum relativierte vor allem Jürgen Elsässer in der Tageszeitung Junge Welt das Massaker, unter anderem durch Berufung auf serbische Kriegsopfer. Die Klassifizierung des Geschehens als Völkermord nannte Elsässer eine „Lüge“ und einen „Mythos“. Er behauptete 2003, Muslime seien im Sommer 1995 Opfer von Liquidationen geworden, die andere Muslime um Naser Orić verübt hätten. Dem Haager Kriegsverbrechertribunal warf Elsässer 2006 unter Bezugnahme auf dessen Urteil gegen Orić vor, es urteile einseitig zuungunsten serbischer Angeklagter. Elsässer stritt vereinzelte Massaker nicht ab, behauptete aber, diese wären nicht gezielt und systematisch vorgenommen worden. Die Taten seien allein „von marodierenden serbischen Einheiten zu verantworten. Viele der Soldaten kamen aus der Region um Srebrenica und wollten den Tod von Angehörigen rächen, die zuvor bei moslemischen Überfällen getötet worden waren.“ Die Beweise für die systematische Planung und Durchführung der Verbrechen sind jedoch in den Prozessen vor dem UN-Kriegsverbrechertribunal aktenkundig.
Ähnlich relativierende, serbische Kriegsverbrechen und den Genozid in Srebrenica als „Rachemassaker“ für vorausgegangene bosnische Kriegsverbrechen deutende Positionen finden sich auch in den Reiseberichten, Texten und Interviews des österreichischen Schriftstellers Peter Handke – begleitet von vehementer Kritik an der vermeintlich „einseitigen“ journalistischen Berichterstattung. Die Opferrechtsorganisation Mütter von Srebrenica forderte die Schwedische Akademie auf, die Vergabe des Literatur-Nobelpreises 2019 an Peter Handke zu revidieren.
George Pumphrey leugnete in der Zeitschrift konkret das Geschehen. In der Wochenzeitung Junge Freiheit zweifelte der serbische Schriftsteller und Journalist Nikola Živković die Zahl der Todesopfer an. Die Journalistin Diana Johnston leugnete den genozidalen Charakter des Massakers in ihrer ersten Publikation 2002 sowie 2015; die Begründung des ICTY sei weit hergeholt, behauptete sie. In der Schweiz erstatteten TRIAL und die Schweizer Sektion der Gesellschaft für bedrohte Völker Strafanzeige wegen Verletzung der Rassismus-Strafnorm gegen zwei Autoren der La Nation, eines Organs der Ligue vaudoise, da diese das Massaker geleugnet hatten. Das Verfahren wurde jedoch eingestellt. Auch im englischsprachigen Raum werden die Geschehnisse gelegentlich sowohl von einigen Publizisten der Linken als auch von Autoren aus dem konservativen Lager relativiert.
Der Begriff wird in einigen Fällen auch abgelehnt, weil nur männliche Personen dem Massaker zum Opfer gefallen seien, keinesfalls alle bosniakischen Flüchtlinge. Im Gerichtsurteil gegen Radislav Krstić wird allerdings betont, dass die systematischen Morde an der männlichen Bevölkerung einen katastrophalen Einfluss auf die stark patriarchalisch strukturierten Familien der Bosniaken Srebrenicas hatten und damit diese ethnische Gruppe zerstörten, was den Tätern bewusst gewesen sei.
Der Völkerrechtler William Schabas bewertete 2009 die Verbrechen in Srebrenica und während des gesamten Krieges in Bosnien eher als ethnische Säuberung, nicht als Genozid. Er begründete dies mit der, verglichen mit z. B. dem Völkermord in Ruanda, geringen Opferzahl. Die Mehrheit der Völkerrechtler definiert Völkermord aber ohne Rücksicht auf Opferzahlen.
Häufig wird die Gesamtzahl der ermordeten Bosniaken relativiert. Die Zweifler betonen, die hohen offiziellen Opferzahlen hätten den Zweck, die serbische Seite zu dämonisieren und von Verbrechen gegen Serben abzulenken, in der Region Srebrenica selbst oder zu anderen Gelegenheiten, wie etwa während der „Operation Sturm“. Statt von 7000 bis 8000 Opfern des Massakers von Srebrenica sei von einer deutlich niedrigeren Zahl auszugehen. Gestützt wird dies unter anderem mit der Behauptung, 1996 seien in Wählerverzeichnissen zu Wahlen in Bosnien-Herzegowina 3000 Vermisste und angeblich Tote wieder aufgetaucht. Im Gerichtsverfahren gegen Radislav Krstić wies der norwegische Bevölkerungswissenschaftler Helge Brunborg nach, dass diese Behauptung, die im Jahr 1997 bereits von Radovan Karadžić gebraucht wurde, nicht den Tatsachen entspricht. In einer Studie zur Zahl der Vermissten und Toten zeigte ein Team um Brunborg 2003 ferner, dass nicht 3000, sondern bestenfalls neun Überlebende in diesen Listen eingetragen waren. Es habe keine großangelegte Kampagne gegeben, Lebende als vermisst zu registrieren oder Identitäten von Toten und Vermissten bei Wahlen zu missbrauchen.
Zweifel an der etablierten Darstellung der Ereignisse werden auch vorgebracht, weil seit Juli 1995 Tausende von Leichen nicht gefunden bzw. exhumiert wurden. Von den Exhumierten wiederum sind bislang viele nicht identifiziert. Solchen Zweifeln wird die bewusste Vertuschung der Tat durch mehrfache Umbettungen von Leichen entgegengehalten. Die forensischen Untersuchungen sind dadurch komplex und zeitraubend.
In vielen Fällen gehen Zweifel, Relativierung und Bestreiten des Massakers von Srebrenica mit Annahmen über eine groß angelegte politische und mediale Kampagne gegen Serben einher.

### Vergangenheitsbewältigung und Aufarbeitung in den Niederlanden
Am 18. Juni 2022 entschuldigte sich die niederländische Regierung (Kabinett Rutte IV) für den damaligen Umgang mit den eigenen Soldaten. Diese sollten 1995 als UN-Blauhelmsoldaten die bosnische Enklave schützen.
Premierminister Mark Rutte sprach bei einer Ehrung der Veteranen von einem unmöglichen Auftrag, mit dem die Einheit Dutchbat III ins Kriegsgebiet geschickt wurde. Die UN-Einheit sei zu leicht bewaffnet und daher machtlos gewesen, das Massaker zu verhindern.

## Anhang